# Grafschaft Schauenburg
Die Grafschaft Schauenburg, benannt nach dem Stammsitz der Grafen auf der Schauenburg im Landkreis Kassel in Nordhessen, war eine nur relative kleine und kurzlebige Amtsgrafschaft, die von etwa 1089 bis in das erste Quartal des 13. Jahrhunderts bestand. Das Grafengeschlecht starb 1252 aus.

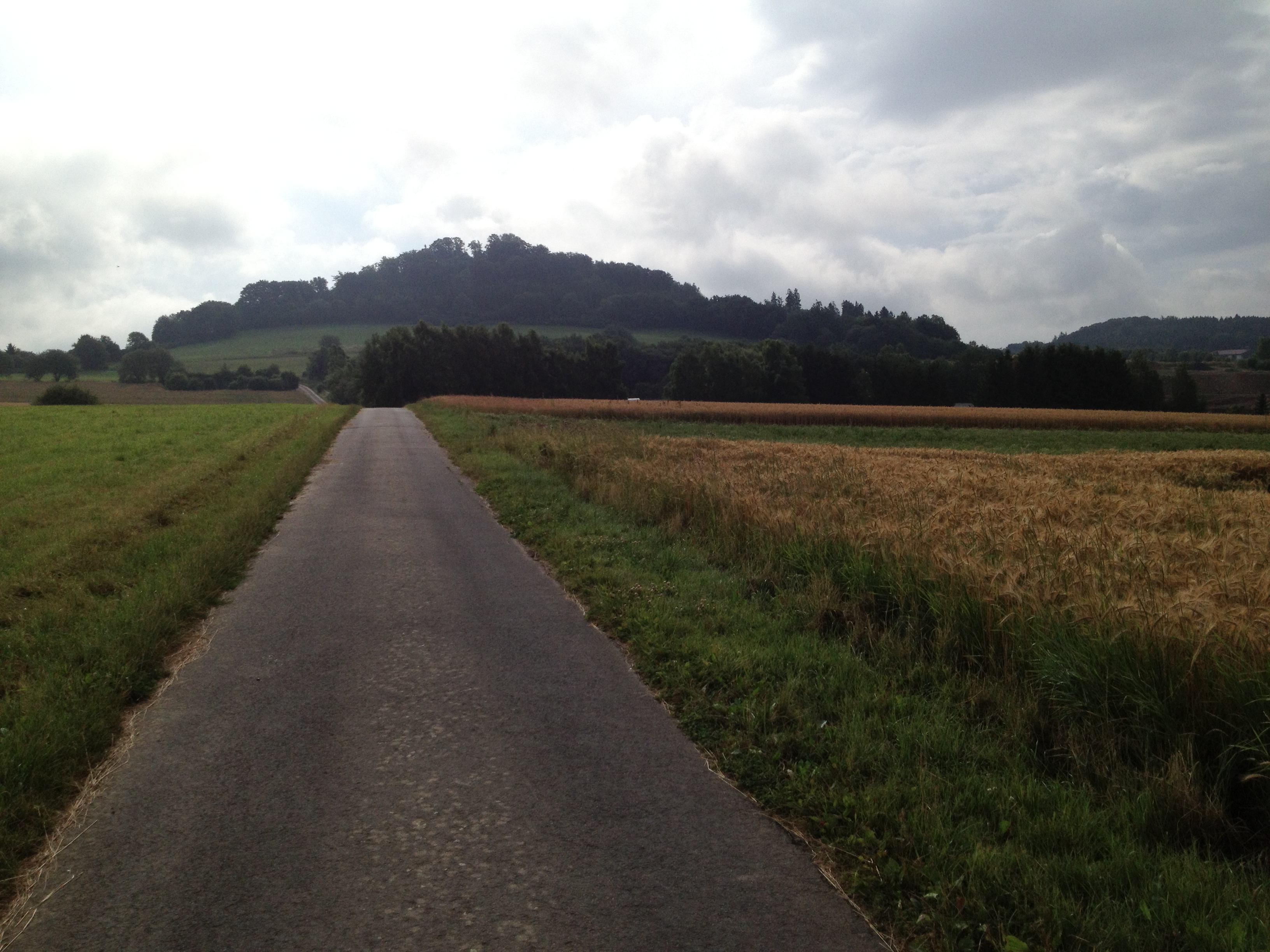
Standort der Schauenburg im nordhessischen Landkreis Kassel

Die erste urkundliche Erwähnung des Grafen Adalbert von „Scouwenburg“ findet sich im Jahre 1089. Zu dieser Zeit waren die Schauenburger im Besitz des Obergerichtes „Ditmelle“ (der Name hat sich in den Kasseler Ortsteilnamen Kirchditmold und Rothenditmold erhalten), das mehrere Zentgerichte (Hunderschaftsgerichte) umfasste. Der Grafentitel war mit dieser Gerichtsherrschaft verbunden. Sie waren gleichzeitig die Vögte der Kirche in Kirchditmold – Graf Albert de Scovvenborch ist im Jahre 1170 als Vogt der Kirche zu Ditmelle bezeugt – und wahrscheinlich auch der Klöster Weißenstein und Kaufungen. 1132 soll zudem im Kloster Breitenau ein Graf Adelbert von „Schœnberg“, tatsächlich wohl „Schauenburg“, Mönch gewesen sein.
Die Grafschaft Schauenburg war zu klein, um sich auf Dauer erfolgreich im Interessenkonflikt zwischen der Landgrafschaft Thüringen, später der Landgrafschaft Hessen, und dem Erzbistum Mainz behaupten zu können. Das erklärt wohl, warum Graf Albert V. von Schauenburg im Jahr 1223 die Burg Wallenstein im Knüllgebirge als Lehen von der Abtei Hersfeld, die auf der Seite von Mainz stand, annahm. Er nannte sich danach nicht mehr „von Schauenburg“, sondern „Albert (I.) von Wallenstein“. Er oder sein Vorgänger hatte um diese Zeit, vermutlich 1219, bereits die Schauenburg und das Gericht Ditmelle an das Erzbistum Mainz verkauft und den Grafentitel damit verloren. Hermann von Rengoldehusen (Rengshausen) wurde in der Folge vom Erzstift mit dem Gericht belehnt, aber spätestens 1225 von den Ludowinger Landgrafen aus diesem Amt verdrängt und durch deren Kasseler Schultheißen ersetzt. Im Jahre 1250 ist dann die Verpfändung der Schauenburg und des Gerichts Ditmelle durch Mainz an den Ritter Hund von Holzhausen beurkundet. Das Grafengeschlecht der Schauenburger starb 1252 mit Graf Berthold aus, vermutlich einem Bruder Alberts.
1271 ist allerdings noch ein Albert von Schauenburg erwähnt, dem in diesem Jahr vom hessischen Landgrafen die Landrichterstelle am alten Gaugericht Maden übertragen wurde und der dort die Grafengewalt als „vicecomes“ (Vizegraf) ausübte. 

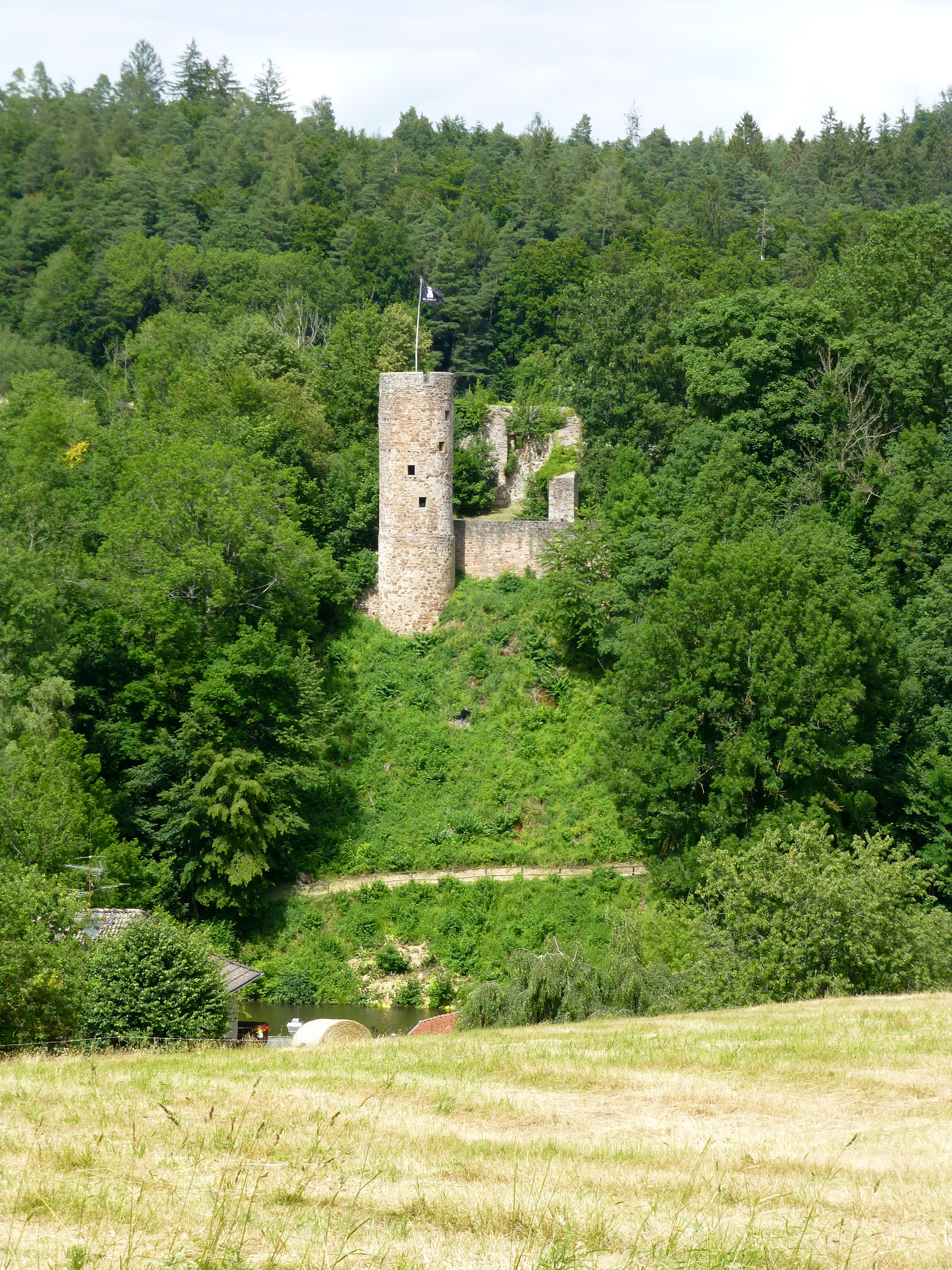
Burgruine Wallenstein

Direkte Nachkommen der Schauenburger Grafen nannten sich seit 1223 nach ihrem neuen Stammsitz „Grafen von Wallenstein“ und lebten als Lehnsmannen zunächst der Abtei Hersfeld und ab 1648 der Landgrafen von Hessen in dieser Region bis 1745. Sie hatten ihren Sitz auf der Burg Wallenstein, die sie bis zu ihrem Aussterben 1745 besaßen, doch verlegten sie ihren Hauptsitz nach 1250 auf die neuerbaute Burg Neuenstein (Saasen). Nach dem Wallenstein-Zweig der Schauenburger ist das Stift Wallenstein benannt, dessen Stiftungsfortführung heute in der Althessischen Ritterschaft erfolgt.